# 217

## Починали
- 8 април – Каракала, римски император
- 20 декември – Зефирин, римски папа
- 20 декември – Каликст I, римски папа